# Archidiecezja La Paz

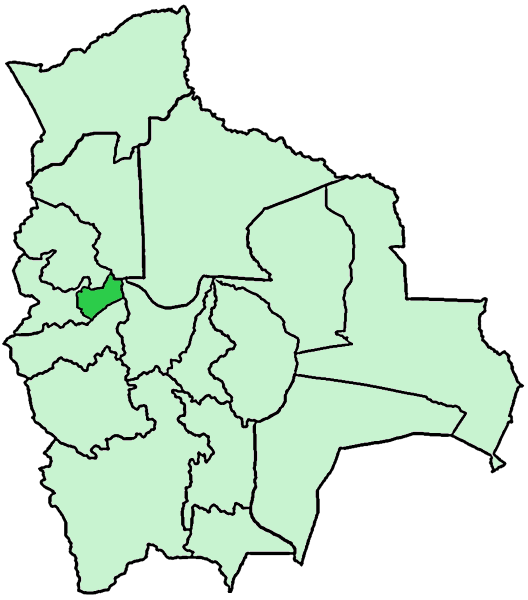
Obszar archidiecezji La Paz

Archidiecezja La Paz (łac.: Archidioecesis Pacensis in Bolivia, hiszp.: Arzobispado La Paz) – rzymskokatolicka archidiecezja w La Paz Boliwia.
Siedziba arcybiskupa znajduje się w katedrze Naszej Pani w La Paz.

## Historia
Diecezja La Paz została utworzona 4 lipca 1605 przez papieża Pawła V z wydzielenia części ziem z diecezji La Platy. Została ona podporządkowana jako sufragania archidiecezji Sucre.
18 czerwca 1943  biskupstwo zostało podniesione do rangi archidiecezji o metropolii, do której z czasem dołączono nowe diecezje powstałe z podziału archidiecezji La Paz.